# Oberviehbach

Gemeinde Oberviehbach im Landkreis Dingolfing

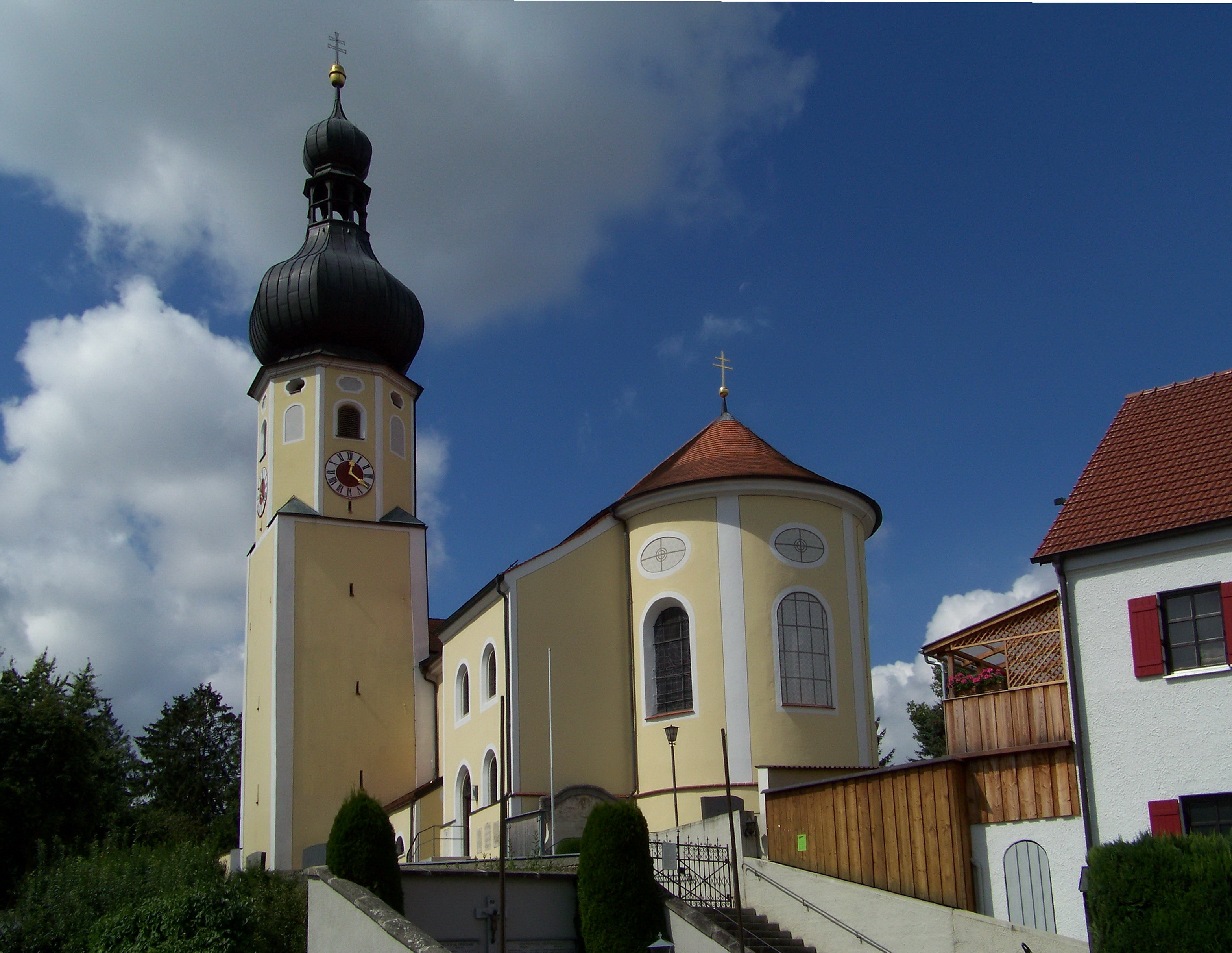
Die Pfarrkirche St. Georg

Oberviehbach ist ein Gemeindeteil der Gemeinde Niederviehbach im niederbayerischen Landkreis Dingolfing-Landau. Bis 1971 bildete es eine selbstständige Gemeinde.

## Lage
Das Pfarrdorf Oberviehbach liegt am Viehbach etwa drei Kilometer südlich von Niederviehbach im Isar-Inn-Hügelland.

## Geschichte
In den frühen Urkunden wird nicht zwischen Niederviehbach und Oberviehbach unterschieden. In einer Urkunde König Arnulfs vom Jahre 890 ist erstmals vom pagus Viohbach, dem Viehbachgau die Rede. Das Hochstift Bamberg errichtete durch Bischof Adalbero in Oberviehbach eine „Obley“, ein herrschaftliches Wirtschaftsgut. Die Obley des Hochstifts bestand bis zum Jahr 1594, als Johann Gottfried Graf von Königsfeld sie erwarb. Die geschlossene Hofmark Oberviehbach im Bereich des Landgerichts Teisbach blieb im Besitz der Grafen von Königsfeld. Das Dorf Oberviehbach bestand im Jahr 1752 aus 48 Anwesen.
Im Zuge der Gemeindebildung wurde Oberviehbach aus dem Steuerdistrikt Niederviehbach als eigene Gemeinde herausgelöst. Sie kam durch Regierungsbeschluss vom 17. Oktober 1838 vom Landgericht Vilsbiburg zum neuen Landgericht Dingolfing. Die Gemeinde gehörte dann zum 1862 errichteten Bezirksamt Dingolfing und nach der Umbenennung 1939 zum Landkreis Dingolfing. Ortsteile waren Höll, Hörglkofen, Walperstetten, Wimpassing, Wimperstetten und Reit. Mit Wirkung vom 1. April 1971 wurde im Zuge der Gebietsreform die Gemeinde Oberviehbach in die Gemeinde Niederviehbach eingegliedert.

## Sehenswürdigkeiten
- Pfarrkirche St. Georg. Die Stuckmarmoraltäre und die Kanzel entstanden um 1770. Die Holzfiguren im Hochaltar von 1713 zeigen Kaiser Heinrich II. und seine Gemahlin Kunigunde.

## Vereine
- Bauernverein Oberviehbach
- BJB Oberviehbach
- Freiwillige Feuerwehr Oberviehbach
- Gartenbauverein Oberviehbach
- Jagdgenossenschaft Oberviehbach
- KSK Oberviehbach
- Stadlbühne Oberviehbach